# Eumenes priesneri
Eumenes priesneri är en stekelart som beskrevs av Giordani Soika. Eumenes priesneri ingår i släktet krukmakargetingar, och familjen Eumenidae. Inga underarter finns listade i Catalogue of Life.